# Sagittalata asiatica
Sagittalata asiatica är en insektsart som beskrevs av C.-k. Yang 1999. Sagittalata asiatica ingår i släktet Sagittalata och familjen fångsländor. Inga underarter finns listade i Catalogue of Life.